# Jakob Roos (Politiker)
Jakob Roos (* 26. Februar 1868 in Flonheim; † 12. Juni 1942 ebenda) war ein deutscher Politiker (DDP) und Abgeordneter des Landtags des Volksstaates Hessen in der Weimarer Republik.
Jakob Roos war der Sohn des Landwirts Jakob Roos und dessen Frau Friederike geborene Stofft. Er war mit Katharina geborene Dexheimer verheiratet und evangelischer Konfession. Jakob Roos arbeitete als Landwirt in seinem Heimatort. Er wurde 1924 in den Landtag gewählt und schied am 15. Februar 1927 kurz vor Ende der Wahlperiode aus. Nachfolger im Landtag wurde Karl Külb.